# Palpimanus hesperius
Palpimanus hesperius là một loài nhện trong họ Palpimanidae. Loài này được phát hiện ở Sao Tomé.